# Asmir Kolašinac
Asmir Kolašinac (Serbia, 15 de octubre de 1984) es un atleta serbio, especialista en la prueba de lanzamiento de peso en la que llegó a ser medallista de bronce europeo en 2012.

## Carrera deportiva
En el Campeonato Europeo de Atletismo de 2012 ganó la medalla de bronce en el lanzamiento de peso, llegando hasta los 20.36 metros, siendo superado por el alemán David Storl (oro con 21.58 metros) y el neerlandés Rutger Smith (plata).